# Platon Lebeděv
Platon Leonidovič Lebeděv, rusky Плато́н Леони́дович Ле́бедев (* 29. listopadu 1956) je bývalý výkonný ředitel skupiny Menatep, známý jako blízký spolupracovník Michaila Chodorkovského.
Od roku 2003 byl vězněn, 24. května 2011 jej organizace Amnesty International stejně jako Chodorkovského označila za vězně svědomí. Propuštěn byl 25. ledna 2014.

## Životopis
Lebeděv byl za krácení daní v roce 2005 odsouzen k devíti letům vězení. V roce 2009 byl obviněn z údajné krádeže 218 milionů tun ropy a praní špinavých peněz ve výši 446 miliard korun v letech 1998 až 2003. Dne 27. prosince 2010 byl za tyto skutky spolu s Chodorkovským odsouzen celkově na 14 let, po odvolání jim byl trest o jeden rok snížen. Svou vinu však Lebeděv popírá a trest označuje za politickou pomstu Kremlu.
V prosinci 2012 byl oběma mužům 13letý trest o dva roky snížen. Po úpravách trestního zákoníku totiž v Rusku byly sníženy horní sazby za trestné činy hospodářského charakteru, za něž byli podnikatelé odsouzeni. Lebeděv se z vězení dostal v roce 2014. Chodorkovskij byl již propuštěn, neboť v prosinci 2013 dostal milost od ruského prezidenta Vladimira Putina.